# Canton de Janville
Le canton de Janville est une ancienne division administrative française située dans le département d'Eure-et-Loir et la région Centre-Val de Loire.

## Géographie
Ce canton était organisé autour de Janville dans l'arrondissement de Chartres. Son altitude varie de 121 m (Fresnay-l'Évêque) à 152 m (Gouillons) pour une altitude moyenne de 139 m.

## Administration

### Conseillers généraux de 1833 à 2015
| Période | Période      | Identité                                                           | Étiquette                    | Qualité |
| ------- | ------------ | ------------------------------------------------------------------ | ---------------------------- | --- |
| 1833    | 1846         | Alexandre Florentin Genet (1796-1866)                              |                              | Docteur-médecin à Terminiers, Maire de Janville                                                                |
| 1846    | 1852         | Julien Nabor Alexandre Viollette (Grand-père de Maurice Viollette) | Bonapartiste                 | Propriétaire, huissier, banquier, maire de Janville                                                            |
| 1852    | 1861         | Michel Magloire Rivet                                              |                              | Agriculteur au Sel à Janville                                                                                  |
| 1861    | 1870         | Julien Nabor Alexandre Viollette                                   | Bonapartiste                 | Propriétaire, huissier, Maire de Janville                                                                      |
| 1870    | 1907 (décès) | François Omer Justin Clichy                                        | Monarchiste puis Républicain | Vétérinaire - Maire de Janville                                                                                |
| 1908    | 1928         | Charles-Louis Billard                                              | Rad.                         | Cultivateur Maire d'Intréville                                                                                 |
| 1928    | 1940         | André Bonneau                                                      | URD                          | Entrepreneur de battages Maire de Janville, conseiller d'arrondissement Nommé conseiller départemental en 1943 |
|         |              |                                                                    |                              | |
| 1945    | 1949         | Henri Monteil (1886-1970)                                          | Rad.                         | Maire de Toury                                                                                                 |
| 1949    | 1961         | Ernest Billard                                                     | RPF puis Rad.ind. puis DVD   | Cultivateur Maire d'Intréville (1928-1971), ancien conseiller d'arrondissement                                 |
| 1961    | 1979         | Pierre Mathet                                                      | Rad. puis RI puis RPR        | Médecin Maire de Toury (1960-1979)                                                                             |
| 1979    | 1992         | Jean-Yves de Franciosi                                             | PS                           | Cadre de la fonction publique, maire de Toury                                                                  |
| 1992    | 2011         | Martial Chevallier                                                 | RPR puis UMP                 | Dentiste Maire de Le Puiset (1983-2012)                                                                        |
| 2011    | 2015         | Laurent Leclercq                                                   | NC-UDI                       | Chef d'entreprise Maire de Toury (depuis 2008)                                                                 |

### Conseillers d'arrondissement (de 1833 à 1940)
| Période                                  | Période      | Identité                                | Étiquette | Qualité |
| ---------------------------------------- | ------------ | --------------------------------------- | --------- | --- |
| 1833                                     | 1842         | M. Rivet                                |           | Propriétaire à Janville                                                                                     |
| 1842                                     | 1848 (décès) | Jean-Marie Célestin Vincent (1781-1848) |           | Ancien notaire, propriétaire à Janville                                                                     |
|                                          |              |                                         |           | |
|                                          | 1919         | Paul Delangle                           |           | Distillateur, marchand de vin, conseiller municipal de Janville                                             |
| 1919                                     | 1925         | Joseph Antoine Mariani                  | RG        | Médecin de l'assistance médicale gratuite, conseiller municipal de Toury                                    |
| 1925                                     | 1928         | André Bonneau                           | URD       | Entrepreneur de battages, maire de Janville                                                                 |
| 1928                                     | 1938 (décès) | Aristide Fendant (1883-1938)            | Radical   | Maçon, maire de Fresnay-l'Évêque                                                                            |
| 1938                                     | 1940         | Ernest Billard (1893-1974)              | Radical   | Cultivateur, maire d'Intréville                                                                             |
| 1940                                     |              |                                         |           | Les conseils d'arrondissement ont été suspendus par la loi du 12 octobre 1940 et n'ont jamais été réactivés |
| Les données manquantes sont à compléter. |              |                                         |           | |

## Composition
Le canton de Janville regroupait dix-neuf communes et comptait 8 817 habitants (recensement de 1999 sans doubles comptes).
| Communes               | Population (2012) | Code postal | Code Insee |
| ---------------------- | ----------------- | ----------- | ---------- |
| Allaines-Mervilliers   | 274               | 28310       | 28002      |
| Barmainville           | 107               | 28310       | 28025      |
| Baudreville            | 249               | 28310       | 28026      |
| Fresnay-l'Évêque       | 560               | 28310       | 28164      |
| Gommerville            | 473               | 28310       | 28183      |
| Gouillons              | 317               | 28310       | 28184      |
| Guilleville            | 173               | 28310       | 28189      |
| Intréville             | 148               | 28310       | 28197      |
| Janville               | 1 697             | 28310       | 28199      |
| Levesville-la-Chenard  | 208               | 28310       | 28210      |
| Mérouville             | 181               | 28310       | 28243      |
| Neuvy-en-Beauce        | 179               | 28310       | 28276      |
| Oinville-Saint-Liphard | 269               | 28310       | 28284      |
| Poinville              | 110               | 28310       | 28300      |
| Le Puiset              | 371               | 28310       | 28311      |
| Rouvray-Saint-Denis    | 360               | 28310       | 28319      |
| Santilly               | 305               | 28310       | 28367      |
| Toury                  | 2 666             | 28310       | 28391      |
| Trancrainville         | 170               | 28310       | 28392      |

## Démographie
| 1975  | 1982  | 1990  | 1999  | 2006  | 2011  | 2012  |
| ----- | ----- | ----- | ----- | ----- | ----- | ----- |
| 8 526 | 8 409 | 8 658 | 8 817 | 9 338 | 9 575 | 9 659 |